# ميليسا جوان هارت
وإسمها الكامل ميليسا جوان كاثرين هارت (بالإنجليزية: Melissa Joan Hart)‏ وهي ممثلة ومخرجة وكاتبة أفلام ومنتجة ومغنية وسيدة أعمال أمريكية ولدت في 18 أبريل 1976 في مدينة سميثتاون، نيويورك في الولايات المتحدة، عملت في مسلسل كلاريسا تشرح الكل (والذي عرض من 1991 إلى 1994) ولها عدة افلام في الاكشن منها سابرينا وحاليا تمثل في مسلسل ميليسا و جوي والذي يعرض منذ 2010 وحتى الآن. وتزوجت من الموسيقي مارك ويلكرسون في 2003 وأنجبت منه 3 أطفال.

## الأعمال
- الله ليس ميت 2

## روابط خارجية
- ميليسا جوان هارت على موقع IMDb (الإنجليزية)
- ميليسا جوان هارت على موقع ميتاكريتيك (الإنجليزية)
- ميليسا جوان هارت على موقع روتن توميتوز (الإنجليزية)
- ميليسا جوان هارت على موقع قاعدة بيانات الأفلام العربية
- ميليسا جوان هارت على موقع ألو سيني (الفرنسية)
- ميليسا جوان هارت على موقع ميوزك برينز (الإنجليزية)
- ميليسا جوان هارت على موقع تيرنر كلاسيك موفيز (الإنجليزية)
- ميليسا جوان هارت على موقع أول موفي (الإنجليزية)
- ميليسا جوان هارت على موقع قاعدة بيانات برودواي على الإنترنت (الإنجليزية)
- ميليسا جوان هارت على موقع قاعدة بيانات الأفلام السويدية (السويدية)